# Berlesaspis spinifera
Berlesaspis spinifera är en insektsart som först beskrevs av William Miles Maskell 1894.  Berlesaspis spinifera ingår i släktet Berlesaspis och familjen pansarsköldlöss. Inga underarter finns listade i Catalogue of Life.